# كاسيك إكوادوري
كاسيك إكوادوري (الاسم العلمي: Cacicus sclateri) (بالإنجليزية: Ecuadorian Cacique)‏ هو نوع من الطيور يتبع جنس الكاسيك من فصيلة الصفراويات.